# Полосатый сальтатор
Полосатый сальтатор (лат. Saltator albicollis) — вид птиц из семейства танагровых. Выделяют два подвида. Эндемик Малых Антильских островов.

## Описание
Полосатый сальтатор достигает длины 21—22 см и массы от 37 до 51,6 г. Половой диморфизм не выражен. У взрослых особей номинативного подвида макушка, шея и спина, а также верхние кроющие перья крыльев, тёмно-оливково-зелёные; низ спины и надхвостье сероватые. Маховые перья черновато-серые с оливково-зелёной каймой на внешних опахалах, внешние опахала третьестепенных маховых перьев оливково-зелёные (придают закрытому крылу оливково-зеленый оттенок). Рулевые перья равномерно тускло-серо-коричневые; узкая зеленовато-белая надбровная дуга; уздечка, лицо и кроющие перья ушей с сероватыми крапинками. Горло бледно-зеленовато-белое, окаймленное по бокам рассеянной более тёмной полосой. Грудь тускло-оливковая с едва заметными тёмными прожилками, бока сероватые, подхвостье охристое. Нижние кроющие перья крыльев бледно-охристые. Радужная оболочка тёмно-коричневая; клюв черноватый с жёлтым кончиком; ротовая полость жёлтая; ноги коричневые. Молодые особи похожи на взрослых, но рисунок лица более тусклый, а прожилки внизу более размытые. У подвида нижняя часть тела обычно темнее, более коричневатая или желтоватая, чем у номинанта, но различия малозаметны.
Песня состоит из серии довольно громких, резких, возрастающих и понижающихся нот.

## Распространение и места обитания
Полосатый сальтатор является эндемиком Малых Антильских островов. Встречается только на четырёх островах. Ведёт оседлый образ жизни. Однако зарегистрированы залёты на остров Невис, расположенный примерно на расстоянии 120 км от ближайшего мета гнездования (Гваделупа). Выделяют два подвида:
- Saltator albicollis albicollis  Vieillot, 1817 — Мартиника и Сент-Люсия;
- Saltator albicollis guadelupensis  Lafresnaye, 1844 — Гваделупа и Доминика.

Естественные места обитания довольно разнообразны и включают в себя мангровые заросли, леса нескольких типов, в том числе сухие, болотистые и влажные; наиболее распространены в сухих лесах и перелесках. Встречаются на высоте от уровня моря до 1850 м над уровнем моря.

## Биология
Полосатый сальтатор обычно добывает пищу парами. В состав рациона входят фрукты, бутоны, цветы и лепестки, а также насекомые. Птенцы выкармливаются плодами, лепестками, тычинками, семенами, редко насекомыми.
Сезон размножения продолжается с февраля по август, с пиком в мае—июне. Гнездо размещается на высоте 2,5—4,5 м от земли в кусте или на дереве. Представляет собой глубокую чашу, сделанную из веток и листьев, с наружным диаметром около 18,5 см, диаметром чаши около 9 см и глубиной около 5 см. В кладке 2—3 яйца, яйца светло-зеленовато-голубые с чёрными линиями, сосредоточенными вокруг тупого конца. Информация о периодах инкубации и выведения птенцов отсутствует; птенцов кормят оба родителя.